# Floricienta (Álbum)
Floricienta es la banda sonora de la segunda temporada de la telenovela juvenil e infantil argentina Floricienta, con Florencia Bertotti como cantante principal. El álbum fue lanzado el 6 de abril del 2005 bajo el sello discográfico de EMI Odeón. Fue producido por RGB Entertainment (a cargo de Gustavo Yankelevich) y por Cris Morena Group. Las canciones fueron compuestas en su mayoría por María Cristina de Giacomi (Cris Morena) y la composición musical estuvo a cargo de Marcelo Wengrovski y de Carlos Nilson. Entre las canciones más destacadas se encuentran, «Corazones al viento», «Cosas que odio de vos», «Flores Amarillas», «¿Qué esconde el Conde?» y «Hay un cuento», siendo de todas estas Flores Amarillas, la más popular.El formato CD de este álbum fue un éxito alrededor de Latinoamérica y Medio Oriente,  entre 2005 y 2007, logrando posicionarse en el Top 10 de Argentina, Uruguay, Venezuela, Colombia, México, Panamá, Perú e Israel, entre otros.
Al igual que su antecesora, Floricienta se convirtió rápidamente en un éxito comercial y consiguió el galardón de "Mejor Álbum Infantil" en los Premios Gardel por segundo año consecutivo en 2006. En Argentina alcanzó el disco de oro antes de su lanzamiento y fue certificado con cuádruple disco de platino en 2005, consagrándose como el disco más vendido del país en ese año.

## Lista de canciones
| N.º | Título                                                                        | Letras                                                                          | Música             | Duración |  |
| 1.  | «Corazones al Viento» (Florencia Bertotti)                                    | Maria Cristina de Giacomi, Carlos Zulisber Nilson                               | Marcelo Wengrovski | 2:52     |  |
| 2.  | «Cosas Que Odio de Vos» (Florencia Bertotti, Fabio Di Tomaso)                 | Maria Cristina de Giacomi, Carlos Zulisber Nilson                               | Marcelo Wengrovski | 3:18     |  |
| 3.  | «Flores Amarillas» (Florencia Bertotti)                                       | Maria Cristina de Giacomi, Carlos Zulisber Nilson                               | Marcelo Wengrovski | 3:43     |  |
| 4.  | «Qué Esconde el Conde» (Florencia Bertotti)                                   | Maria Cristina de Giacomi, Carlos Zulisber Nilson                               | Marcelo Wengrovski | 3:08     |  |
| 5.  | «Desde Que Te Vi» (Benjamín Rojas)                                            | Maria Cristina de Giacomi, Marcelo Wengrovski                                   | Marcelo Wengrovski | 4:04     |  |
| 6.  | «Ding Dong» (Florencia Bertotti)                                              | Maria Cristina de Giacomi, María Florencia Ciarlo & Guillermo Lorenzo Fernández | Marcelo Wengrovski | 3:07     |  |
| 7.  | «Un Enorme Dragón» (Florencia Bertotti)                                       | Maria Cristina de Giacomi, Marcelo Wengrovski                                   | Marcelo Wengrovski | 3:37     |  |
| 8.  | «Caprichos» (Isabel Macedo)                                                   | Marcelo Wengrovski                                                              | Marcelo Wengrovski | 3:20     |  |
| 9.  | «Vos Podés» (Florencia Bertotti)                                              | Maria Cristina de Giacomi, Carlos Zulisber Nilson                               | Marcelo Wengrovski | 2:48     |  |
| 10. | «Te Siento» (Florencia Bertotti)                                              | Maria Cristina de Giacomi, Carlos Zulisber Nilson                               | Marcelo Wengrovski | 3:08     |  |
| 11. | «A Bailar» (Florencia Bertotti, Diego Child, Nicolás Maiques, Benjamín Rojas) | Maria Cristina de Giacomi, Fernando López, Pablo Durand                         | Marcelo Wengrovski | 3:17     |  |
| 12. | «Hay Un Cuento» (Florencia Bertotti)                                          | Maria Cristina de Giacomi, Fernando López, Pablo Durand                         | Marcelo Wengrovski | 3:08     |  |

## Integrantes
- Florencia Bertotti
- Fabio Di Tomasso
- Benjamín Rojas
- Isabel Macedo
- Diego Child
- Diego Mesaglio
- Nicolás Maiques

## Sencillos promocionales
- Corazones al viento
- Flores amarillas
- Hay un cuento
- Te siento
- Un enorme dragón

## Recepción comercial
Antes de su lanzamiento oficial al mercado el 6 de abril de 2005, el álbum se convirtió en disco de oro. En las primeras semanas del mes de julio de ese año, el disco se convirtió en un fenómeno comercial en Argentina, según CAPIF, liderando las ventas en tiendas de música y supermercados del país. Para finales del año 2005, el álbum consiguió la certificación de cuádruple platino, al superar las 160.000 unidades vendidas. Asimismo, se consagró como el disco más vendido en el puesto 1 en Argentina en 2005 y se posicionó entre los diez discos más vendidos en países tales como Uruguay, Venezuela, Perú, Panamá, México, Israel, entre otros. Tras su éxito comercial, Floricienta consiguió el galardón de “Mejor Álbum Infantil” en los Premios Gardel en 2006 y fue el disco musical dirigido a las infancias y adolescencias mejor posicionado, superando a su antecesora.

## Posicionamiento en listas

### Listas semanales
| Lista (2005)      | Mejor posición |
| ----------------- | -------------- |
| Argentina (CAPIF) | 1              |
| Venezuela (APFV)  | 18             |

### Listas anuales
| Lista (2005)      | Mejor posición |
| ----------------- | -------------- |
| Argentina (CAPIF) | 1              |

## Certificaciones
| País      | Organismo certificador | Certificación | Ventas   |
| --------- | ---------------------- | ------------- | -------- |
| Argentina | CAPIF                  | Platino       | +160.000 |
| Uruguay   | CUD                    | Platino       | +4000    |

## Premios
| Año  | Premio                | Categoría              | Resultado | Ref.   |
| ---- | --------------------- | ---------------------- | --------- | ------ |
| 2006 | Premios Carlos Gardel | Álbum Infantil del Año | Ganador   | [ 18 ] |